# St.-Annen-Straße 4

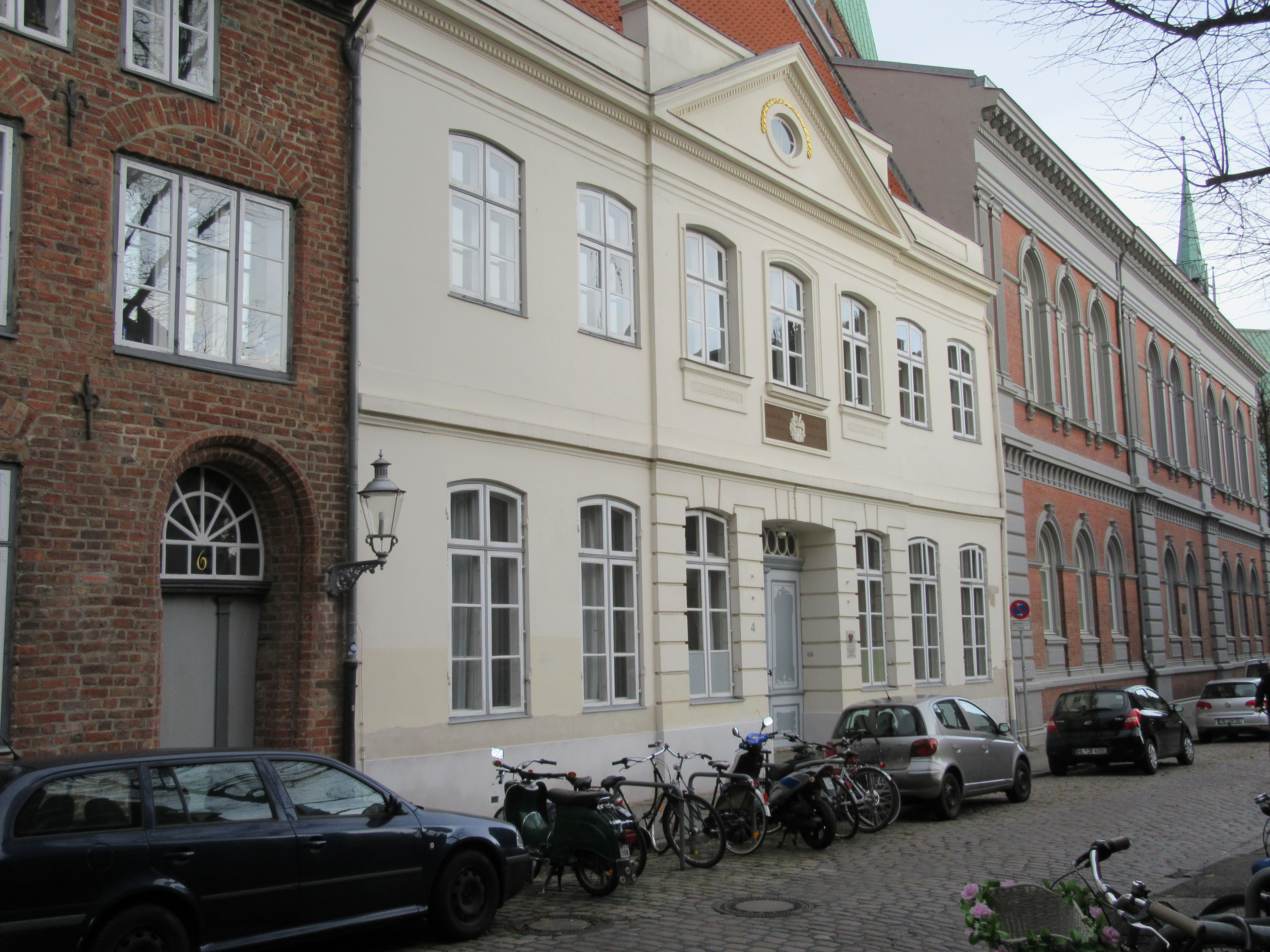
St.-Annen-Straße 4 (2017)

Das Haus St.-Annen-Straße 4 in der Altstadt von Lübeck ist ein eingetragenes Kulturdenkmal. Es befindet sich im Eigentum der Jenisch’schen Schulstiftung und dient heute als städtische Hotelfachschule.

## Beschreibung

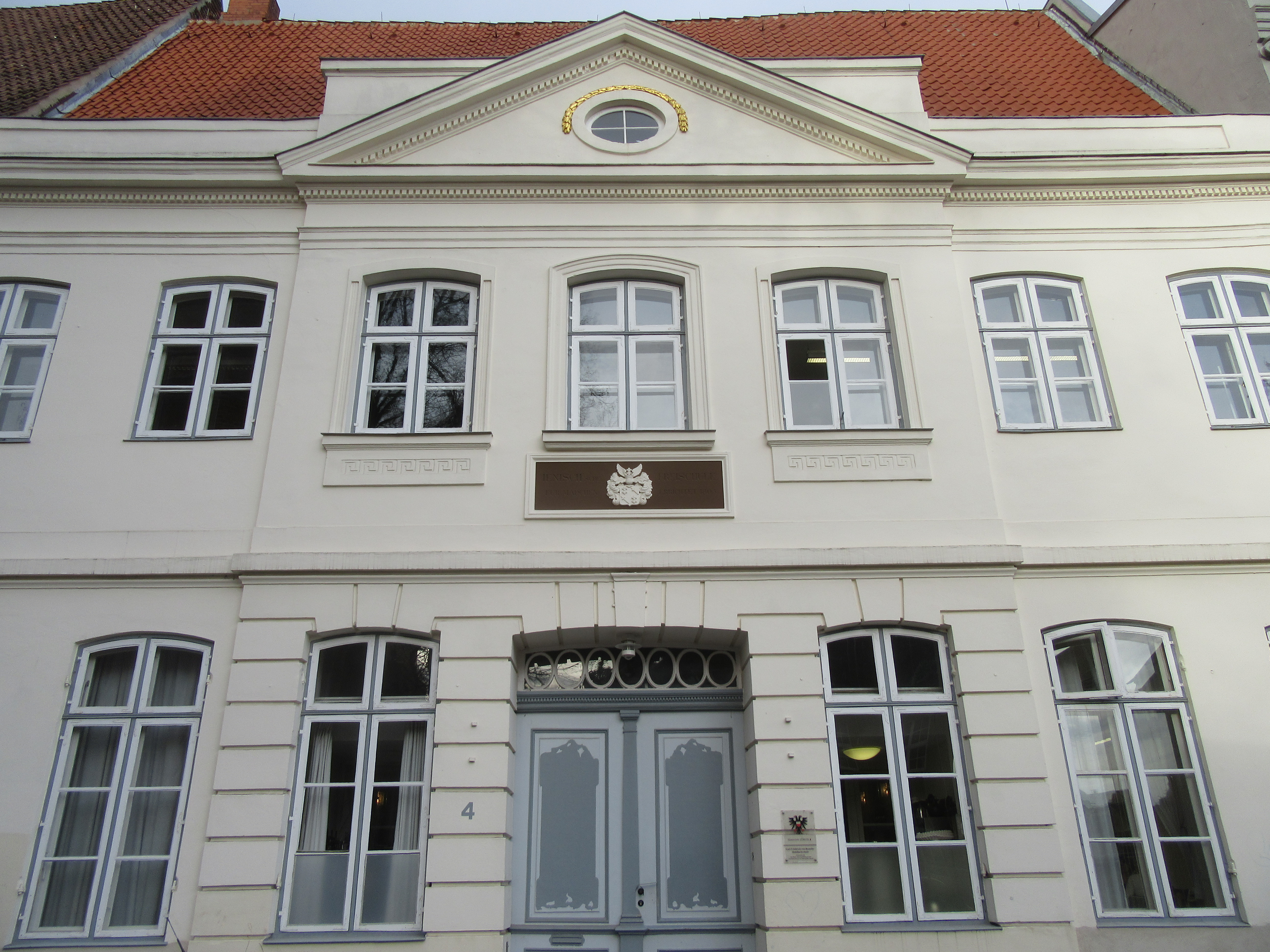
Frontalansicht

Das Gebäude ist ein zweigeschossiges Traufenhaus mit zwei Seitenflügeln. Es besitzt eine Fassade im Zopfstil aus dem letzten Jahrzehnt des 18. Jahrhunderts mit sieben Fensterachsen und einem über drei Fensterachsen reichenden Mittelrisalit, der im Erdgeschoss rustifiziert ist und als oberen Abschluss einen flachen Dreiecksgiebel vor einer im Mittelteil erhöhten Attika hat. Die drei Obergeschoss-Fenster im Bereich des Mittelrisalits sind durch eine Stuckrahmung und ein Mäanderband herausgehoben. Über dem Portal befindet sich eine Tafel mit Inschrift und Wappen. Die doppelflügelige Haustür mit Oberlicht ist in schlichten frühklassizistischen Formen gehalten.

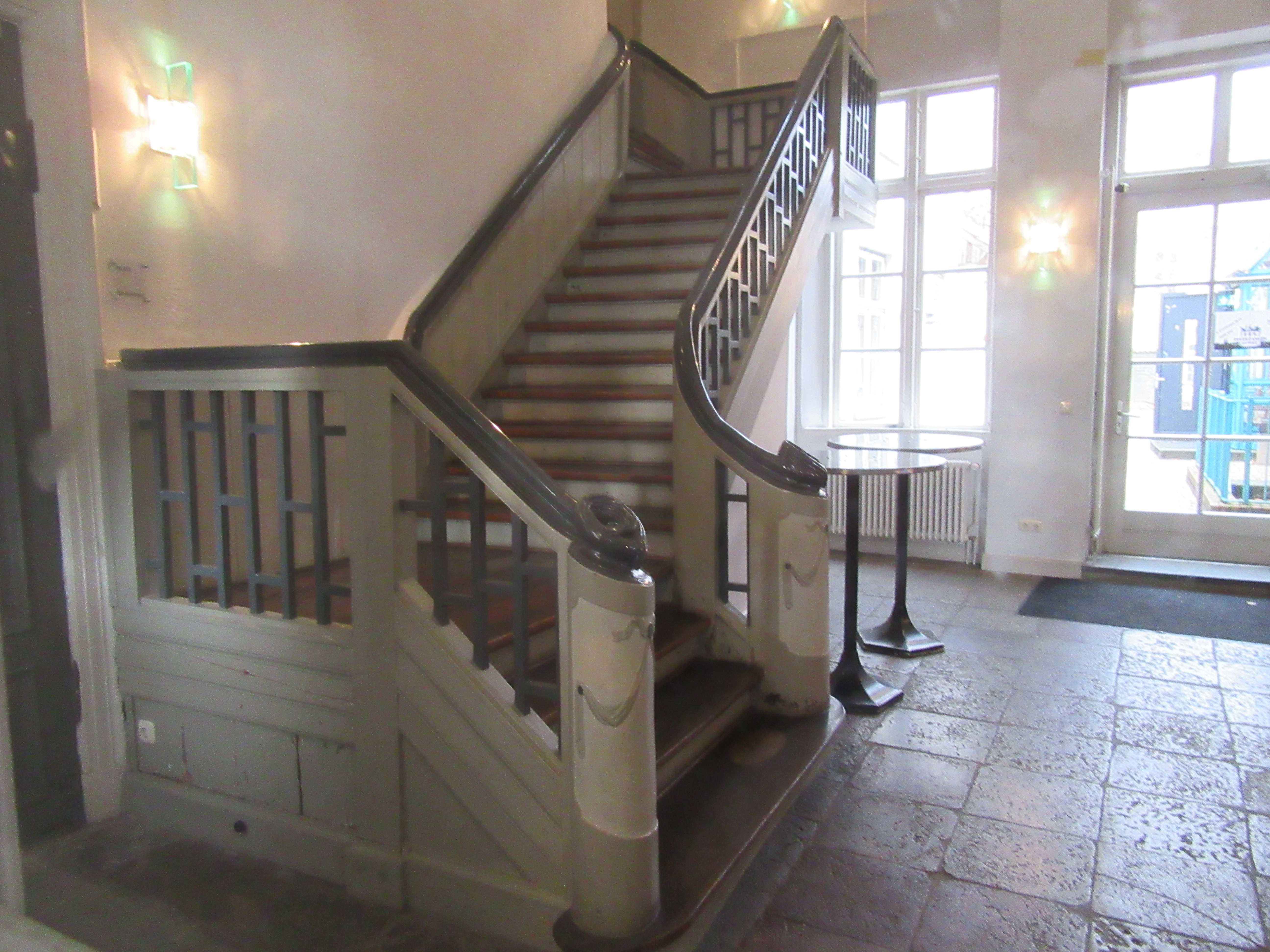
Dielentreppe

Im Inneren ist die Diele mit einem (veränderten) alten Treppenlauf erhalten; die Treppenpfosten zeigen geschnitzte Gehänge in Form von gerafften Schleifen im Zopfstil. In der Dornse links neben dem Eingang findet sich noch eine reiche barocke Stuckdecke mit allegorischen Darstellungen von Europa, Asien, Afrika und Amerika in den Ecken.

## Geschichte
Das Grundstück gehörte zu den Patrizierhöfen an der mittelalterlichen Ritterstraße. Erstmals erwähnt wird es 1291 im Oberstadtbuch als de frigido cellario edificia domus vocate Kolde Kelre erwähnt, ein über einem Kühlkeller erbautes Haus. 1341 ist ein Neubau auf dem Platz des Hauses mit dem Keller und einer zuvor unbebauten area dokumentiert. Der 1291 erstmal erwähnte Kolde Kelr ist bis heute unter dem nördlichen Seitenflügel erhalten. Dieses Haus lag nicht direkt an der Straße, sondern wie der Brömserhof in der Schildstraße zurückgesetzt. Eigentümer waren über die Jahrhunderte vor allem Lübecker Patrizierfamilien und Holsteiner Adelige: Bertram Vorrade, Tidemann Vorrade, von Morum, von Cölln, von der Brügge, Morkerke, Warendorp, Gloxin, Reventlow, Brömse und Wickede.
Erst 1580/81 wurde nach der dendrochronologischen Datierung des Dachstuhls das heutige, in der Straßenfront liegende breitgelagerte Traufenhaus erbaut. Der Erbauer Marx Bockmeier ging 1585 in Konkurs. das Haus kam an die Vorsteher des Doms. 1600 erwarb der städtische Münzmeister Statius Wessel das Haus und erweitert es um den südlichen Seitenflügel; seine Tochter Catharina († 1627) heiratete 1619 den Ratssekretär Johann Feldhusen, der 1623 alleiniger Eigentümer wurde. 1632 ging es an den Ratssyndikus Joachim Carstens. 1650 erwarb Thomas Wetken, aus einer Hamburger Patrizierfamilie und Besitzer des Gutes Trenthorst, das Haus. Sein gleichnamiger Sohn, der Major Thomas Wetken, ließ 1715 die Dornse mit der Stuckdecke durch den Hamburger Stuckateur Christian Hein nach Vorlagen von Crispin de Passe der Jüngere ausstatten. In der Mitte des 18. Jahrhunderts war der Bürgermeister Bernhard von Wickede Eigentümer des Hauses. Aus dieser Zeit ist im Seitenflügel ein Zimmer mit Stucco lustro-Dekoration (um 1750) erhalten. Um 1790 erhielt es die jetzige Fassade und wurde im Inneren umgebaut. Vermutlicher Auftraggeber war der Kaufmann und Betreiber einer Seifensiederei Daniel Friedrich Lehmann, der das Haus 1793 neu versichern ließ. Ab 1798 war es der Lübecker Wohnsitz des holsteinischen Großgrundbesitzers und Lübecker Domherrn Wulf Heinrich von Thienen. Nach seinem Tod 1809 bewohnte sein Diener Heinrich Storm das Haus noch bis 1817, als es der Senator Ludwig Mentze kaufte.

### Orthopädisches Institut Dr. Leithoff

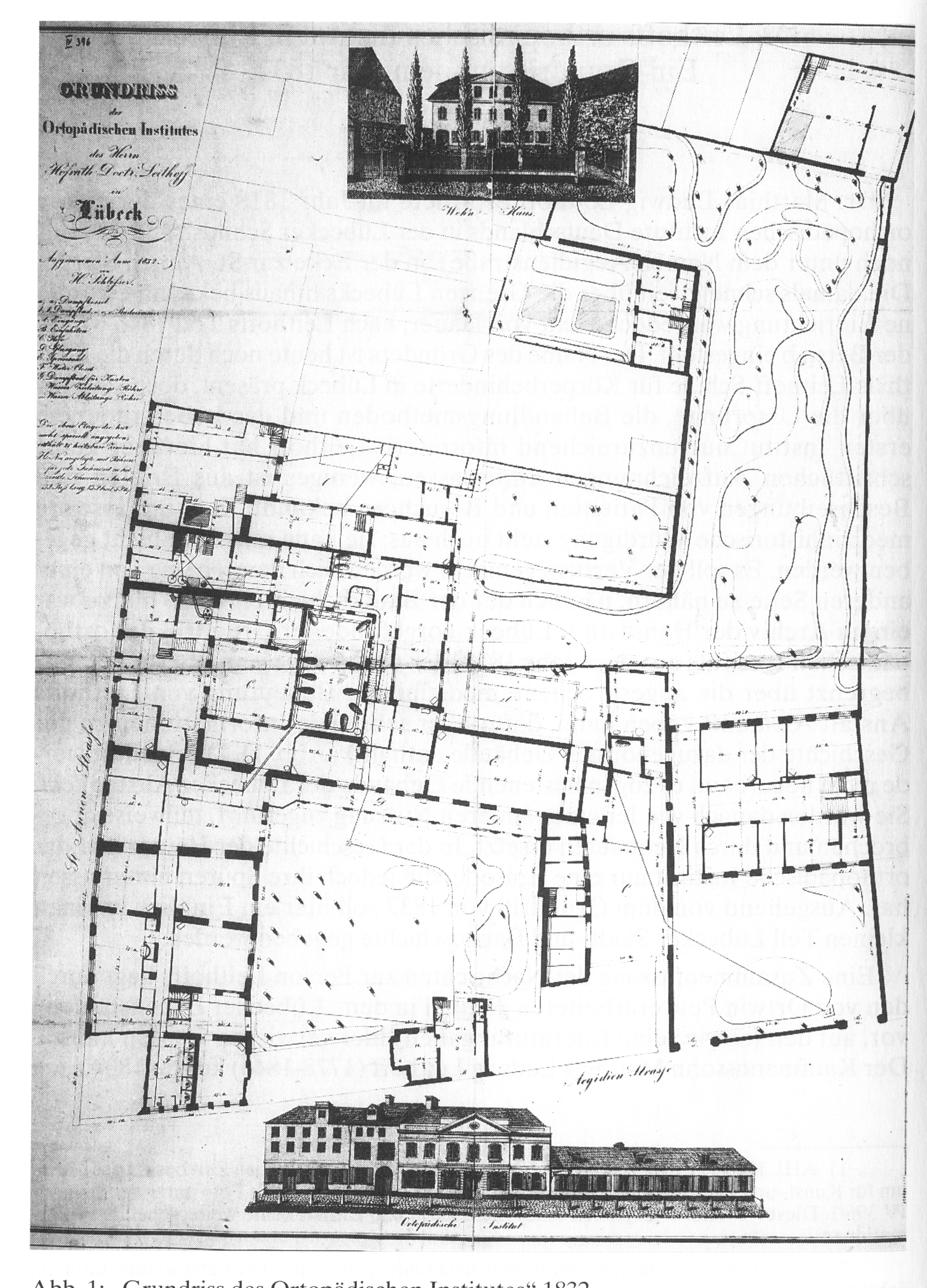
Plan des Instituts von 1832; St.-Annen-Str. ist links, der Plan ist also nicht genordet.

1820 erwarb Matthias Ludwig Leithoff die Häuser St.-Annen-Straße 2, 4 und 6, um sein Orthopädisches Institut zu erweitern. Gegründet 1818, hatte es seinen Sitz um die Ecke, im ehemaligen Palais Brömserhof in der Schildstraße 12–14, heute Sitz der Kulturverwaltung der Hansestadt Lübeck. Dort erzielte Leithoff durch neuartige Heilmethoden und selbsterfundene Maschinen so gute Erfolge, namentlich bei Kindern, dass dieses in seiner Art erste Institut in Deutschland bald europäischen Ruf erlangte und Leithoff über die Grenzen des Landes hinaus bekannt machte. Er erbaute 1825 einen Speisesaal hinter dem rechten Seitenflügel; im Hof entstand 1835 ein Gebäude für Wannenbäder, das 1852 wieder abgebrochen wurde – Leithoffs Institut war nach seinem Tod 1846 eingegangen.
Zu diesem Zeitpunkt wohnte in dem Haus der Pastor Carl Geibel (1803–1863), ein Sohn von Johannes Geibel und Bruder von Emanuel Geibel. 1835 war er als Pastor der Reformierten Gemeinde in Braunschweig wegen seiner erwecklichen Bibelauslegung, die in der Gemeinde zu Unruhe geführt hatte, von der Regierung abgesetzt worden. Seitdem führte er in Lübeck mit seiner Frau eine Schülerpension.

### Jenisch’sche Freischule

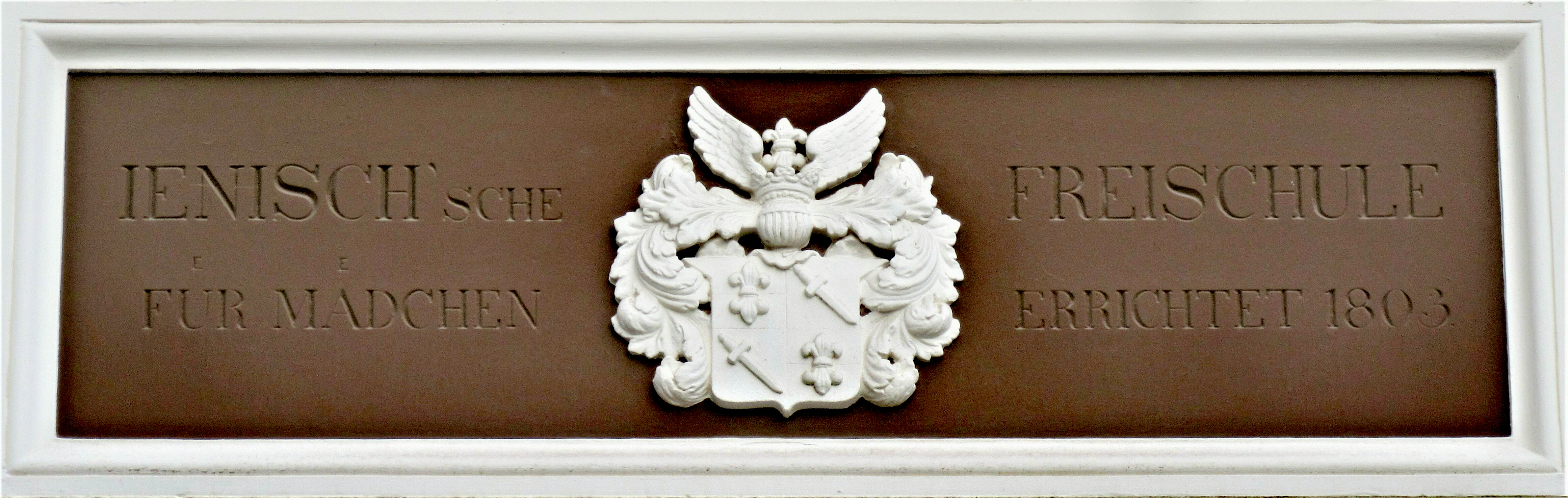
Inschrifttafel über dem Portal

1872 wurde das Haus der Sitz der Jenisch’schen Freischule. Diese ging zurück auf das pädagogische Wirken von Margaretha Elisabeth Jenisch und die von ihr 1829 errichtete Stiftung. Die Schule war vorher im Eckhaus Hartengrube 1/Großer Bauhof untergebracht. Sie nahm bedürftige Mädchen im Alter von acht Jahren bis zur Konfirmation auf mit dem Ziel, dass sie danach ihren Unterhalt als Dienstboten selbst verdienen konnten. Für den Schulbetrieb wurde am Ende des 19. Jahrhunderts ein neuer Seitenflügel errichtet, der die Verbindung zwischen dem Vorderhaus und dem Speisesaal von 1825 herstellte. Vermutlich gleichzeitig wurde die rechte Dornse im Vorderhaus auf die volle Haustiefe vergrößert.
Die Aula der Schule erhielt die 1839 von dem Hamburger Senator Jenisch gestiftete Orgel, geschmückt mit dem vergoldeten Familienwappen. Sie war 1925 noch vorhanden. Im Vorsteherzimmers (der Raum mit der Stuckdecke) hingen Porträts der Vorsteher der Stiftung aus den Familien Plessing, Curtius, Gütschow und Overbeck sowie ein Ölgemälde der Stifterin „in alter Tracht“.
Die Stiftung geriet Anfang des 20. Jahrhunderts in finanzielle Schwierigkeiten; nachdem die Inflation das Stiftungsvermögen (außer der Immobilie) vernichtet hatte, musste die Schule mit zuletzt über 300 Schülerinnen im März 1923 schließen. Das Gebäude wurde der Hansestadt Lübeck zur Nutzung für schulische Zwecke überlassen. Nun wurden in dem Stiftungsgebäude Unterrichtskurse zur Ausbildung junger Mädchen zu Kinderpflegerinnen, verbunden mit dem Kindergarten und dem Seminar für Kindergärtnerinnen, sowie Unterrichtsstunden für Gewerbeschülerinnen eingerichtet.
Später zog die Lübecker Sprachheilschule in das Gebäude.

### Hotelfachschule
Nach dem Auszug der Sprachheilschule 1994 konnte das Gebäude mit Hilfe von Schulbaumitteln, der Deutschen Stiftung Denkmalschutz und der Possehl-Stiftung für die Zwecke der 1992 gegründeten Lübecker Hotelfachschule umgebaut werden. 1998 bezog die Schule, die den Namen des Lübecker Gastrosophen Carl Friedrich von Rumohr (1785–1843) trägt, die Räumlichkeiten. Das Gebäude verfügt über fünf Klassenräume, einen Computerraum und eine Lehr- und Versuchsküche. Die Dornse mit der Stuckdecke kann als Demo-Restaurant genutzt werden.
Eigentümerin der Immobilie ist nach wie vor die Jenisch’sche Schulstiftung.